# Blepharostoma trichophyllum
Blepharostoma trichophyllum là một loài rêu tản trong họ Pseudolepicoleaceae. Loài này được (L.) Dumort. miêu tả khoa học lần đầu tiên năm 1835.

## Hình ảnh

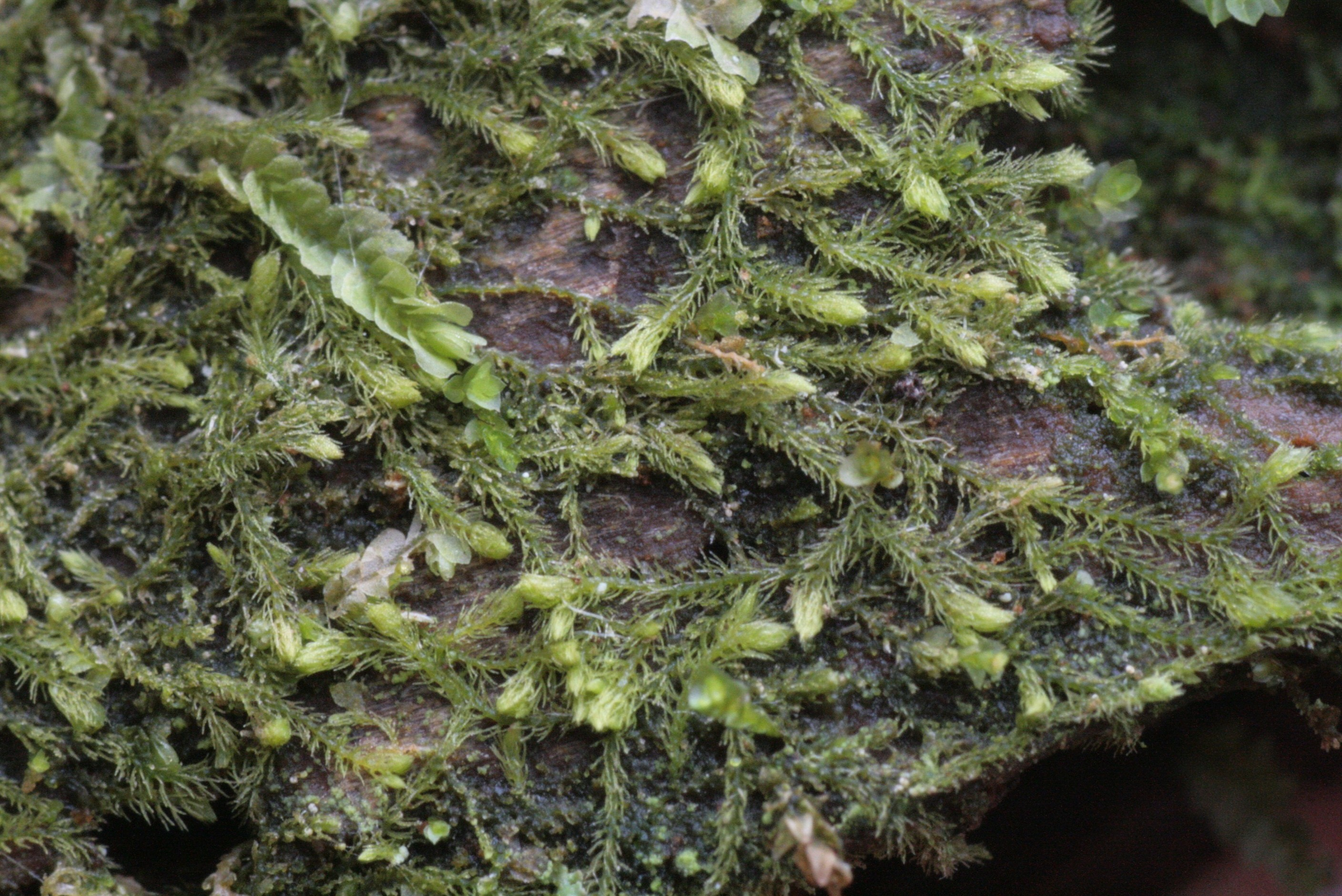
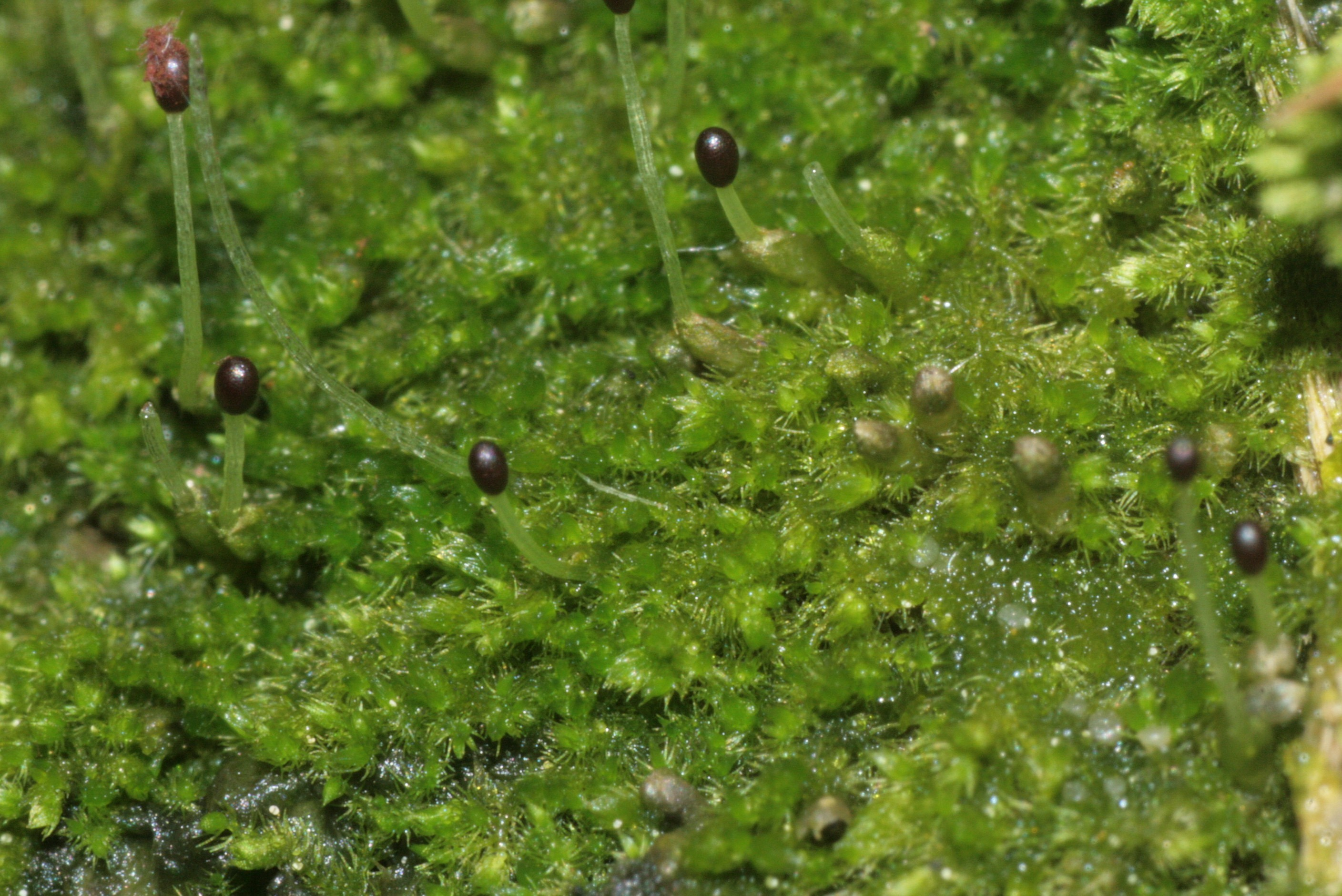
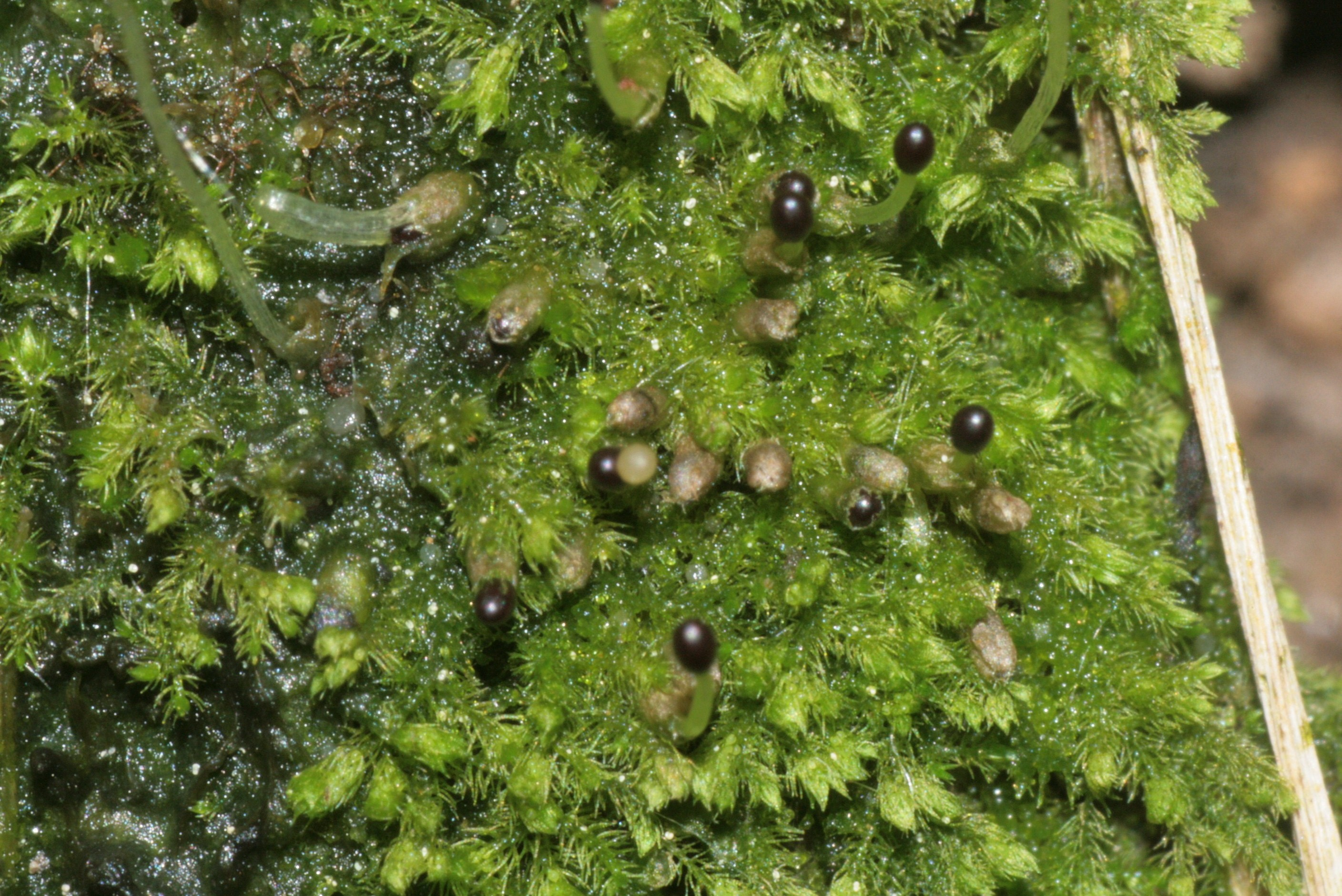
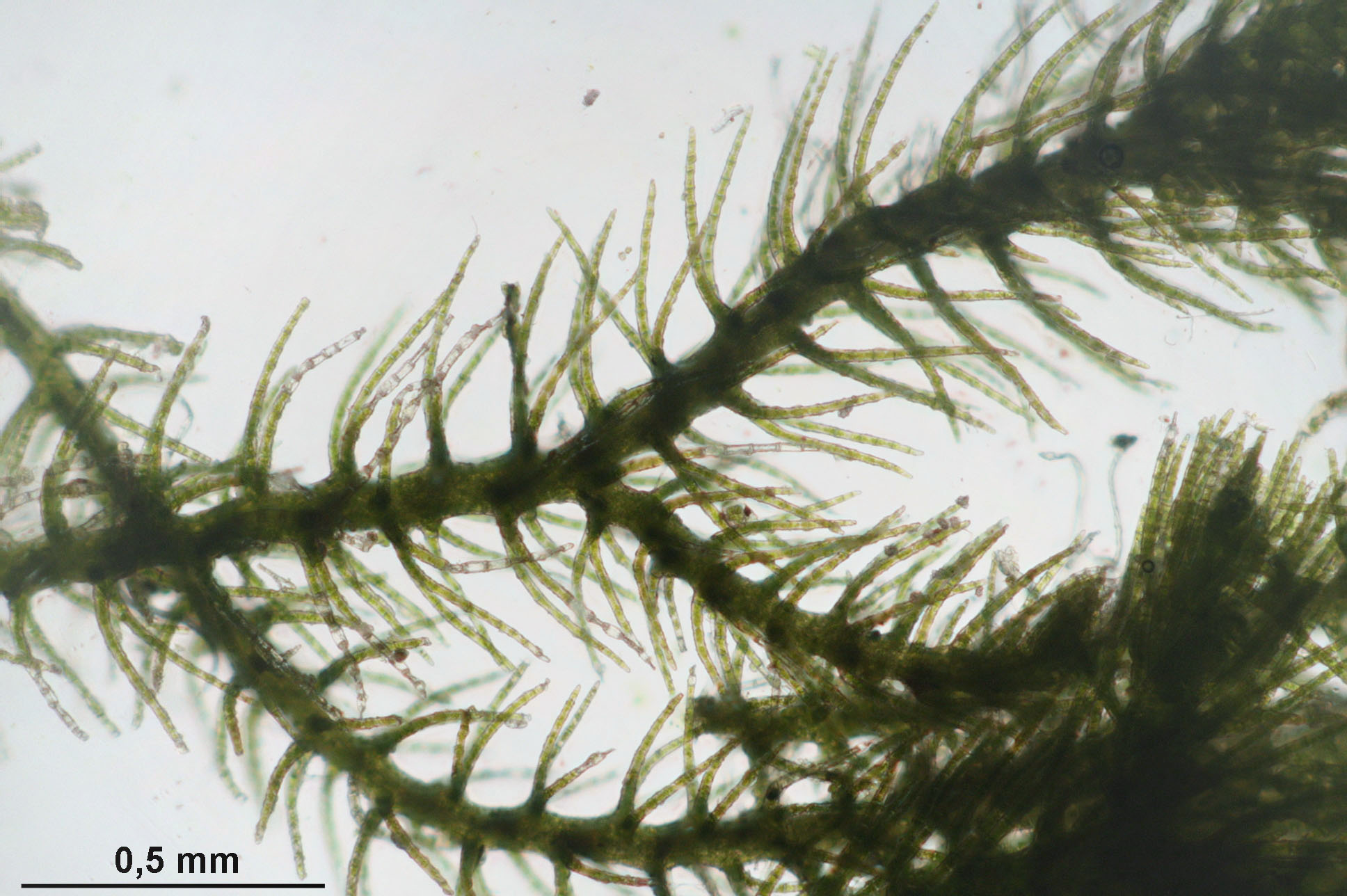